# Deutsche Motorrad-Straßenmeisterschaft
Die Deutsche Motorrad-Straßenmeisterschaft wird seit 1924 nur unterbrochen durch den Zweiten Weltkrieg ausgetragen. In den ersten Jahren waren nur deutsche Fahrer punktberechtigt, sodass nur Deutsche einen Titel erringen konnten. Im Laufe der Zeit wurde es auch ausländischen Fahrern möglich, einen Titel zu holen, sodass die Meisterschaft heutzutage als Internationale Deutsche Motorradmeisterschaft (IDM) ausgetragen wird.

## Geschichte

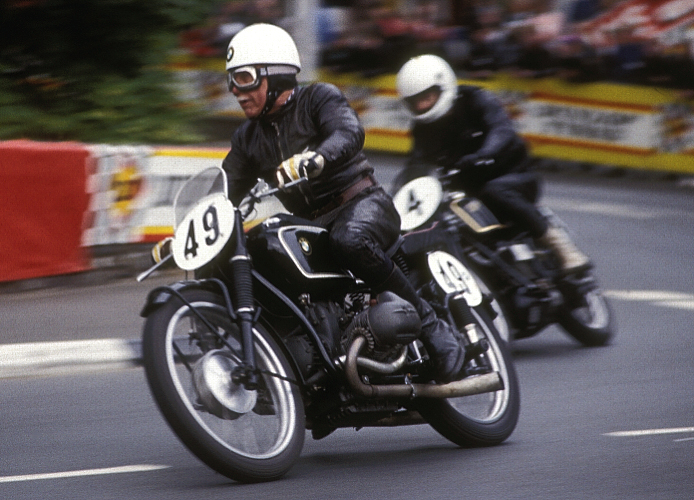
Georg Meier, sechs Mal Deutscher Meister, auf BMW 255 Kompressor 1989 auf der Isle of Man.

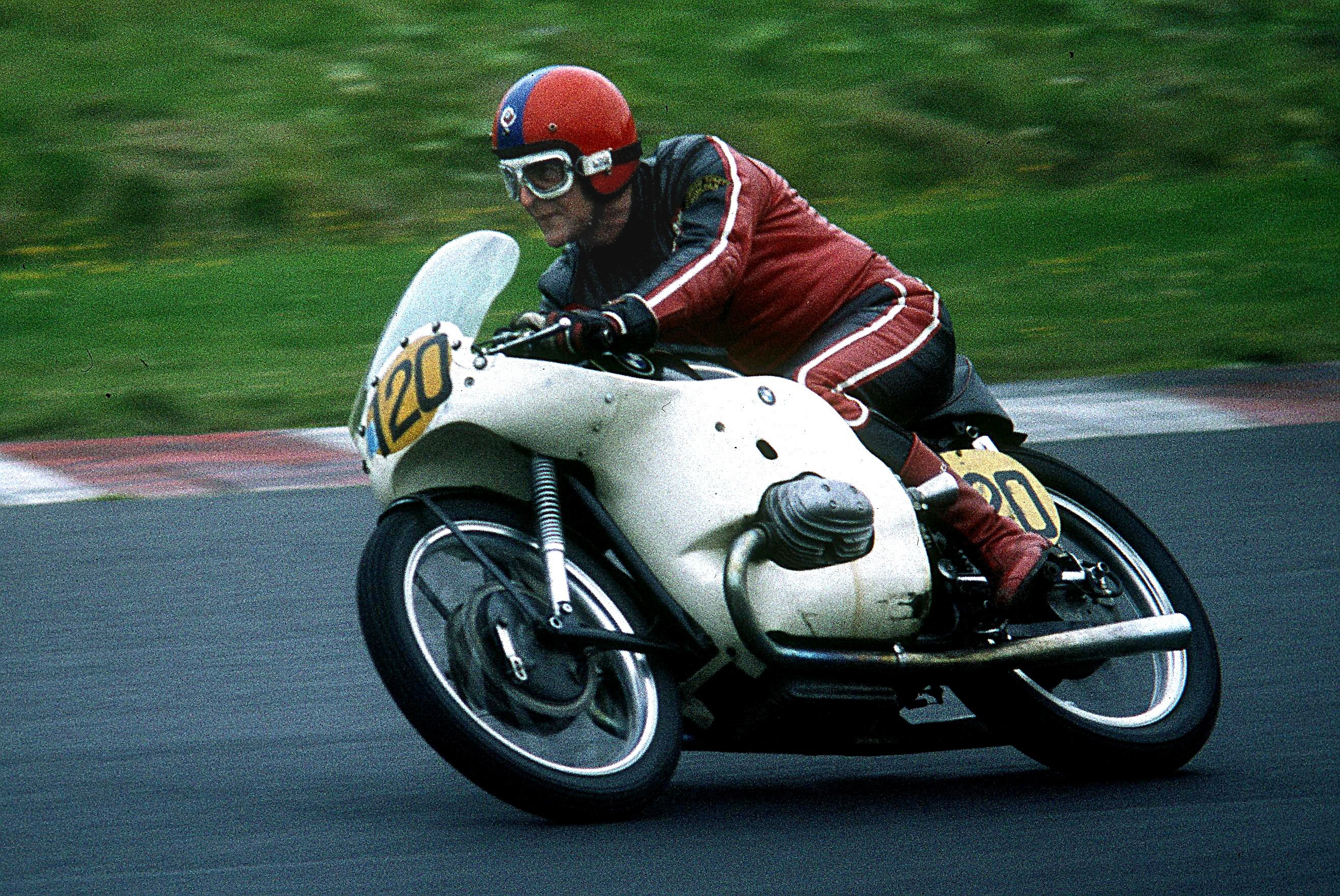
Walter Zeller, drei Mal Deutscher Meister, 1979 auf BMW.

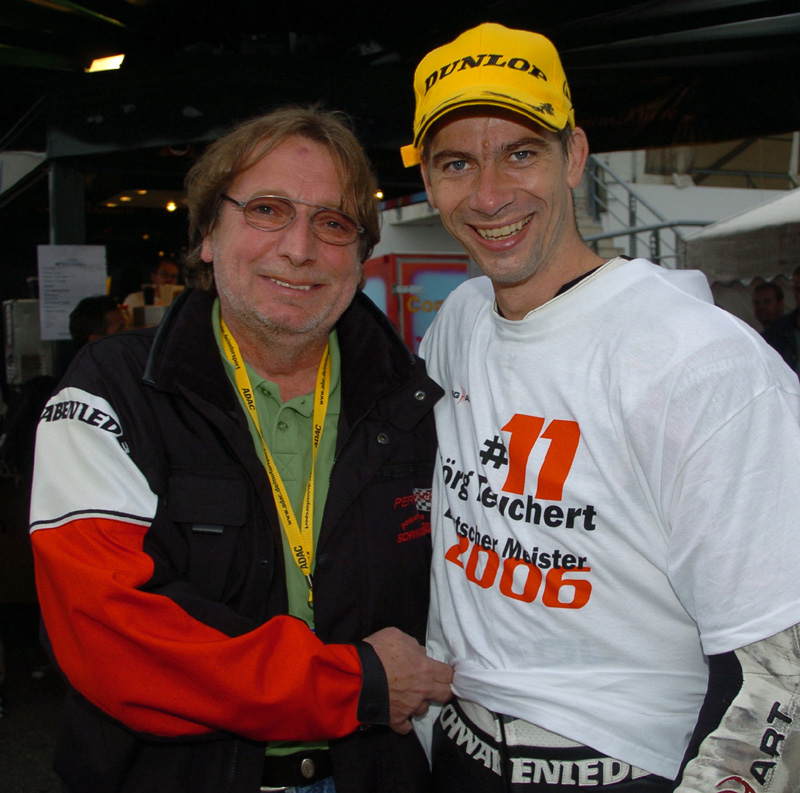
Jörg Teuchert (rechts), vier Mal Deutscher Meister, und Sponsor Claus Hämmer beim IDM-Saisonfinale 2006 in Hockenheim.

### Vor dem Zweiten Weltkrieg
Die erste deutsche Motorrad-Meisterschaft wurde 1924 ausgefahren. In diesem und dem folgenden Jahr veranstalteten der ADAC und der DMV noch getrennte Meisterschaften. Der ADAC bestimmte die Deutschen Meister 1924 in nur einem Wertungslauf auf dem Schleizer Dreieck in den Klassen bis 175, bis 250 bis 350, bis 500 und über 500 cm³. Die Titel sicherten sich Hans Letnar (Cockerell, 175 cm³), Reinhard von Koenig-Fachsenfeld (Cotton, 250 cm³), Erich Pätzold (Imperia, 350 cm³), Franz Bieber (BMW, 500 cm³) und Toni Bauhofer (Megola, über 500 cm³). 1925 gab es nur einen Deutschen Meister des Allgemeinen Deutschen Automobilclubs. Wiederum in Schleiz siegte Arthur Lohse auf 350-cm³-Schüttoff. Der DMV fuhr seine Meisterschaft bereits ab 1924 in mehreren Läufen aus und vergab auch Titel für Gespanne.
Ab 1926 wurde jeweils nur noch ein Meistertitel in bis zu sechs verschiedenen Hubraumklassen, zwischen 175 und 1000 cm³, vergeben. Ab 1926 setzte sich die Meisterschaft aus mehreren Läufen zusammen. Fahrer wie Ewald Kluge, Walfried Winkler, Arthur Geiss, Heiner Fleischmann, Hermann Paul Müller, Wiggerl Kraus, Schorsch Meier, Karl Gall oder Ernst Jakob Henne, die auch international zur Spitzenklasse gehörten und in den Grand-Prix-Rennen um die Motorrad-Europameisterschaft sehr erfolgreich starteten, machten die deutsche Meisterschaft zu einer der bedeutendsten nationalen Serien überhaupt.
Die Meisterschaftsläufe zogen jährlich hunderttausende Zuschauer an. Zu den bekanntesten Rennen zählten beispielsweise die Bäderrennen (in Kolberg und später in Misdroy), das Sachsenringrennen auf dem Sachsenring, das Eifelrennen auf dem Nürburgring, das AVUS-Rennen auf der Berliner AVUS, das Hockenheimer Motorradrennen auf dem Hockenheimring, da Eilenriederennen in Hannover, das Schleizer Dreieckrennen auf dem Schleizer Dreieck, das Marienberger Dreieckrennen auf dem Marienberger Dreieck, das Grillenburger Dreieckrennen, das Schauinsland-Bergrennen, das Hamburger Stadtparkrennen, Rund um Schotten auf dem Schottenring, das Feldbergrennen im Taunus und der Bergring bei Teterow. Die erfolgreichsten Hersteller der Vorkriegszeit waren die Zschopauer Motorenwerke (ab 1932 Auto Union AG) mit ihrer Marke DKW, die vor allem in den kleinen Klassen erfolgreich waren. Die großen Hubraumklassen wurden dagegen von NSU aus Neckarsulm und die BMW aus München dominiert.
In den Jahren 1924 und 1925 sowie von 1930 bis 1937 wurden in verschiedenen Hubraumkategorien auch Titel für Gespanne vergeben. Die deutsche Piloten wie Paul Weyres, Ernst Loof, Hans Schumann, Hans Kahrmann oder Karl Braun gehörten mit ihren schweren Harley-Davidson-, NSU- oder DKW-Gespannen in der damaligen Zeit auch international zur Elite. Nach schweren Unglücken, darunter die tödlichen Unfälle von Toni Babl 1936 auf der Nordschleife und Karl Braun 1937 in Schleiz wurden Gespann-Rennen ab 1938 vom NSKK in ganz Deutschland verboten.

### Nachkriegszeit
Nach dem Zweiten Weltkrieg wurde erstmals 1947 wieder eine deutsche Meisterschaft ausgefahren. Bis einschließlich 1950 wurde, obwohl Deutschland bereits geteilt war, eine gesamtdeutsche Meisterschaft ausgetragen. Im Jahr 1950 veranstaltete die DDR erstmals ihre eigene Motorradmeisterschaft, daraufhin wurden ab 1951 getrennte Läufe veranstaltet.
Viele der Fahrer, die schon vor dem Krieg erfolgreich waren und von denen einige erst Ende der 1940er Jahre aus Haft oder Kriegsgefangenschaft entlassen wurden, nahmen wieder teil. In den ersten Jahren starteten die Piloten auf teils völlig veralteten Vorkriegsmaschinen, die man „gerettet“, wiederentdeckt oder mühsam aus noch vorhandenen Ersatzteilen aufgebaut hatte. Auch die Rennsport-begeisterten Zuschauer strömten wieder an die Strecken, so wurde der letzte gesamtdeutsche Meisterschaftslauf 1950 auf dem Sachsenring von ca. 400.000 Zuschauern besucht. Der Enthusiasmus dieser Zeit wich ab Beginn der 1950er Jahre wieder der Professionalität und die Hersteller BMW, DKW und NSU engagierten sich mit neu konstruierten Maschinen und Werksteams.
Von 1962 und 1987 wurden Titel in fünf verschiedenen Hubraumklassen, zwischen 50 und 500 cm³, vergeben. Zu den erfolgreichsten Piloten dieser Zeit gehörten Hans Georg Anscheidt, Dieter Braun und Toni Mang, die auch in der Weltmeisterschaft viele Titel einfahren konnten. 1983 wurde erstmals die Superbike-Klasse ausgetragen, in den folgenden Jahren wurden die Solo-Zweitakt-Klassen zu Gunsten der kostengünstigeren und populärer werdenden Sportproduktionsklassen aufgeben. 1999 wurde letztmals die 500-cm³-Klasse ausgetragen, 2002 fand zum letzten Mal eine 250er-DM statt. Bis einschließlich der Saison 2012 fanden Rennen in den Klassen 125 cm³, Moto 3 (seit 2012), Supersport, Superbike und Sidecar statt. Die Rennen sind für internationale Fahrer offen und wurden unter dem Namen Internationale Deutsche Motorradmeisterschaft ausgetragen.
Mit Beginn der Saison 2013 hat die Firma MotorEvents GmbH unter Leitung von Bert Poensgen, Josef Meier und Josef Hofmann den DMSB als Promotor der Serie abgelöst. Das sportliche und technische Reglement wird aber weiter zusammen entwickelt. Durch diesen Schritt möchte man die Serie besser organisieren und vermarkten. Im Zuge dessen wurde der Name in SUPERBIKE*IDM – International German Championship geändert und das Logo dementsprechend angepasst. Zusätzlich zu den bestehenden Klassen 125 cm³, Moto 3, Supersport, Superbike und Sidecar kommt ab dieser Saison wieder die Klasse Superstock hinzu, welche es bereits in den Jahren 2000 bis 2002 gab. Die acht Rennwochenenden werden beibehalten sowie der ADAC Junior Cup und der Yamaha R6-Dunlop Cup als Rahmenrennen. Austragungsorte sind beispielsweise der Nürburgring, der Hockenheimring, der Sachsenring, Oschersleben und der Lausitzring. Zum Saisonende 2016 zog sich die Firma MotorEvents GmbH als Promoter der IDM zurück.
Ab Saisonbeginn 2017 trat die Arbeitsgruppe Motorsport im Industrie-Verband Motorrad Deutschland e. V. (IVM) als neuer Promoter der Internationalen Deutschen Motorradmeisterschaft (IDM) auf.

### Einstellung der Serie mit Saisonende 2017 und Fortführung durch Motorpresse Stuttgart
Im September 2017 wurde die Einstellung der Serie zum Saisonende verkündet. Der IVM zog sich anschließend aus der Serie zurück, die Fortführung durch die Motor Presse Stuttgart GmbH & Co. KG als Promoter der IDM ab der Saison 2018 wurde im Dezember per Pressemitteilung bekanntgegeben. Ziel des neuen Promoters ist es, die Serie nicht nur am Leben zu halten, sondern wieder bekannter zu machen und die Fannähe zu stärken. Seit der Saison 2018 ist Pirelli alleiniger Reifenausrüster in allen Solo-Klassen der IDM und gleichzeitig Titelsponsor der IDM.
In der Saison 2018 wurde erstmals nach 40 Jahren kein Yamaha-Cup ausgetragen.
Die Rennen werden seit 2020 auf YouTube übertragen. Kommentatoren sind Edgar Mielke, Lukas Gajewski, Tommi Deitenbach und Danijel Peric; darüber hinaus kommentieren auch einige der Fahrer als Experten mit, sowohl Ex-Fahrer wie Sandro Cortese und Dario Giuseppetti als auch aktuelle. Die Rennen der Superbike-Kategorie werden üblicherweise von Gajewski mit Mielke oder Deitenbach kommentiert, in der Supersport-Kategorie kommentiert Gajewski gemeinsam mit entweder Giuseppetti oder einem aktuellen Superbike-Piloten (wie Luca Grünwald, Patrick Hobelsberger oder Florian Alt), die Supersport-300-Rennen werden von Peric und einem früheren Piloten der Kategorie kommentiert.

## Siegerlisten

### Solo-Motorräder

#### Von 1924 bis 1925 (ADAC)
| Jahr | 175 cm³                          | 250 cm³                                  | 350 cm³                          | 500 cm³                          | über 500 cm³                     |
| ---- | -------------------------------- | ---------------------------------------- | -------------------------------- | -------------------------------- | -------------------------------- |
| 1924 | Hans Letnar (Cockerell)          | Reinhard von Koenig-Fachsenfeld (Cotton) | Erich Pätzold (Imperia)          | Franz Bieber (BMW)               | Toni Bauhofer (Megola)           |
| 1925 | Arthur Lohse (350-cm³-Schüttoff) | Arthur Lohse (350-cm³-Schüttoff)         | Arthur Lohse (350-cm³-Schüttoff) | Arthur Lohse (350-cm³-Schüttoff) | Arthur Lohse (350-cm³-Schüttoff) |

#### Von 1924 bis 1925 (DMV)
| Jahr | 175 cm³             | 250 cm³                    | 350 cm³                  | 500 cm³                    | 750 cm³                 | 1000 cm³                         |
| ---- | ------------------- | -------------------------- | ------------------------ | -------------------------- | ----------------------- | -------------------------------- |
| 1924 |                     | Jakob Weißmantel (Zündapp) | Herbert Ernst (A.J.S.)   | Albert Schuster (Wanderer) |                         |                                  |
| 1925 | Hermann Weber (DKW) | Josef Stelzer (BMW)        | Arthur Lohse (Schüttoff) | Tramm (unbekannt)          | Erich Pätzold (Imperia) | Ernst Islinger (Harley-Davidson) |

#### Von 1926 bis 1939
| Jahr | 175 cm³             | 250 cm³                                                  | 350 cm³                             | 500 cm³                   | 750 cm³                 | 1000 cm³                        |
| ---- | ------------------- | -------------------------------------------------------- | ----------------------------------- | ------------------------- | ----------------------- | ------------------------------- |
| 1926 | Arthur Müller (DKW) | Arthur Geiss (DKW)                                       | Arthur Lohse (Schüttoff)            | Ernst Jakob Henne (BMW)   |                         | Paul Rüttchen (Harley-Davidson) |
| 1927 | Hans Sprung (DKW)   | Walfried Winkler (DKW)                                   | Herbert Ernst (A.J.S.)              | Hans Soenius (BMW)        | Ernst Jakob Henne (BMW) | Paul Rüttchen (Harley-Davidson) |
| Jahr | 175 cm³             | 250 cm³                                                  | 350 cm³                             | 500 cm³                   | über 500 cm³            | über 500 cm³                    |
| 1928 | Arthur Geiss (DKW)  | Walfried Winkler (DKW)                                   | Erich Pätzold (Sunbeam)             | Hans Soenius (BMW)        | Toni Bauhofer (BMW)     | Toni Bauhofer (BMW)             |
| 1929 |                     | Kurt Friedrich (DKW)                                     | Max Kiemel (UT)                     | Hans Soenius (BMW)        | Josef Stelzer (BMW)     | Josef Stelzer (BMW)             |
| 1930 |                     | Arthur Geiss (DKW)                                       | Arthur Hiller (Montgomery-J.A.P.) 1 | Toni Bauhofer (DKW)       | Fritz Wiese (BMW)       | Fritz Wiese (BMW)               |
| 1931 |                     | Arthur Geiss (DKW) und Hans Kahrmann (Hercules-J.A.P.) 2 | Ernst Loof (Imperia)                | Werner Huth (NSU)         | Ralph Roese (BMW)       | Ralph Roese (BMW)               |
| 1932 |                     | Hans Kahrmann (Hercules-J.A.P.)                          | Ernst Loof (Imperia)                | Toni Bauhofer (DKW)       | Ralph Roese (BMW)       | Ralph Roese (BMW)               |
| 1933 |                     | Arthur Geiss (DKW)                                       | Hans Richnow (Rudge)                | Otto Ley (Norton)         | Paul Rüttchen (NSU)     | Paul Rüttchen (NSU)             |
| 1934 |                     | Walfried Winkler (DKW)                                   | Ernst Loof (Imperia)                | Otto Ley (DKW)            | Hans Soenius (NSU)      | Hans Soenius (NSU)              |
| 1935 |                     | Arthur Geiss (DKW)                                       | Oskar Steinbach (NSU)               | Oskar Steinbach (NSU)     |                         |                                 |
| 1936 |                     | Ewald Kluge (DKW)                                        | Heiner Fleischmann (NSU)            | Hermann Paul Müller (DKW) |                         |                                 |
| 1937 |                     | Ewald Kluge (DKW)                                        | Heiner Fleischmann (NSU)            | Karl Gall (BMW)           |                         |                                 |
| 1938 |                     | Ewald Kluge (DKW)                                        | Walfried Winkler (DKW)              | Georg Meier (BMW)         |                         |                                 |
| 1939 |                     | Ewald Kluge (DKW)                                        | Heiner Fleischmann (DKW)            | Wiggerl Kraus (BMW)       |                         |                                 |

#### Seit 1947

##### Hubraumklassen
| Jahr |                                 | 125 cm³                           | 250 cm³                          | 350 cm³                      | 500 cm³                      |
| ---- | ------------------------------- | --------------------------------- | -------------------------------- | ---------------------------- | ---------------------------- |
| 1947 |                                 | Carl Döring (DKW)                 | Hermann Paul Müller (DKW)        | Willy Jäger (Norton)         | Georg Meier (BMW)            |
| 1948 |                                 | Carl Döring (DKW)                 | Hermann Paul Müller (DKW)        | Wilhelm Herz (NSU)           | Georg Meier (BMW)            |
| 1949 |                                 | Carl Döring (DKW)                 | Friedel Schön (Bücker-J.A.P.)    | Siegfried Wünsche (DKW)      | Georg Meier (BMW)            |
| 1950 |                                 | Hermann Paul Müller (DKW)         | Hermann Gablenz (Parilla)        | Heiner Fleischmann (NSU)     | Georg Meier (BMW)            |
| 1951 |                                 | Hermann Paul Müller (DKW)         | Hein Thorn Prikker (Moto Guzzi)  | Roland Schnell (Parilla)     | Walter Zeller (BMW)          |
| 1952 |                                 | Otto Daiker (NSU-Rennfox)         | Hein Thorn Prikker (Moto Guzzi)  | Roland Schnell (Horex)       | Rudi Knees (Norton)          |
| 1953 |                                 | Werner Haas (NSU-Rennfox)         | Werner Haas (NSU-Rennmax)        | Siegfried Wünsche (DKW)      | Georg Meier (BMW)            |
| 1954 |                                 | Werner Haas (NSU-Rennfox)         | Werner Haas (NSU-Rennmax)        | Hermann Paul Müller (NSU)    | Walter Zeller (BMW)          |
| 1955 |                                 | Karl Lottes (MV Agusta)           | Hans Baltisberger (NSU-Sportmax) | August Hobl (DKW)            | Walter Zeller (BMW)          |
| 1956 |                                 | August Hobl (DKW)                 | Hans Baltisberger (NSU-Sportmax) | August Hobl (DKW)            | Ernst Riedelbauch (BMW)      |
| 1957 |                                 | Karl Lottes (DKW)                 | Horst Kassner (NSU)              | Helmut Hallmeier (NSU)       | Ernst Hiller (BMW)           |
| 1958 |                                 | Hubert Luttenberger (F.B Mondial) | Dieter Falk (Adler)              | Karl Hoppe (A.J.S.)          | Ernst Hiller (BMW)           |
| 1959 |                                 | Willi Scheidhauer (Ducati)        | Horst Kassner (NSU)              | Horst Kassner (Norton)       | Ernst Hiller (BMW)           |
| 1960 |                                 | Willi Scheidhauer (Ducati)        | Heiner Butz (NSU)                | Hans Pesl (Norton)           | Rudolf Gläser (Norton)       |
| 1961 |                                 | Willi Scheidhauer (Ducati)        | Horst Kassner (NSU)              | Karl Hoppe (A.J.S.)          | Hans-Günter Jäger (BMW)      |
| Jahr | 50 cm³                          | 125 cm³                           | 250 cm³                          | 350 cm³                      | 500 cm³                      |
| 1962 | Hans Georg Anscheidt (Kreidler) | Peter Eser (Bultaco)              | Günter Beer (Honda)              | Andreas Klaus (Norton)       | Ernst Hiller (BMW)           |
| 1963 | Hans Georg Anscheidt (Kreidler) | Walter Scheimann (Honda)          | Günter Beer (Honda)              | Andreas Klaus (Norton)       | Walter Scheimann (Norton)    |
| 1964 | Hans Georg Anscheidt (Kreidler) | Walter Scheimann (Honda)          | Günter Beer (Honda)              | Heiner Butz (Norton)         | Walter Scheimann (Norton)    |
| 1965 | Hans Georg Anscheidt (Kreidler) | Ernst Degner (Suzuki)             | Günter Beer (Honda)              | Karl Hoppe (A.J.S.)          | Karl Hoppe (Matchless)       |
| 1966 | Hans Georg Anscheidt (Suzuki)   | Hans Georg Anscheidt (Suzuki)     | Günter Beer (Honda)              | Karl Hoppe (A.J.S.)          | Karl Hoppe (Matchless)       |
| 1967 | Hans Georg Anscheidt (Suzuki)   | Hans Georg Anscheidt (Suzuki)     | Rolf Wintermayer (Bultaco)       | Dieter Braun (Aermacchi)     | Walter Scheimann (Norton)    |
| 1968 | Hans Georg Anscheidt (Suzuki)   | Dieter Braun (MZ)                 | Lothar John (Yamaha)             | Gerhard Heukerott (Honda)    | Heinrich Rosenbusch (Norton) |
| 1969 | Ludwig Faßbender (Kreidler)     | Dieter Braun (MZ)                 | Lothar John (Yamaha)             | Walter Sommer (Yamaha)       | Karl Hoppe (Norton)          |
| 1970 | Rudolf Kunz (Kreidler)          | Siegfried Möhringer (Maico)       | Klaus Huber (Yamaha)             | Karl Hoppe (Yamaha)          | Ernst Hiller (Kawasaki)      |
| 1971 | Rudolf Kunz (Kreidler)          | Gert Bender (Maico)               | Walter Sommer (Yamaha)           | Walter Sommer (Yamaha)       | Hans-Otto Butenuth (BMW)     |
| 1972 | Gerhard Thurow (Kreidler)       | Gert Bender (Maico)               | Günter Fischer (Yamaha)          | Peter Stocksiefen (Yamaha)   | Ernst Hiller (Kawasaki)      |
| 1973 | Gerhard Thurow (Kreidler)       | Paul Eickelberg (Maico)           | Dieter Braun (Yamaha)            | Klaus Huber (Yamaha)         | Georg Pohlmann (Yamaha)      |
| 1974 | Ingo Emmerich (Kreidler)        | Fritz Reitmeier (Maico)           | Horst Lahfeld (Yamaha)           | Dieter Braun (Yamaha)        | Helmut Kassner (Yamaha)      |
| 1975 | Rudolf Kunz (Kreidler)          | Fritz Reitmeier (Maico)           | Harald Merkl (Yamaha)            | Helmut Kassner (Yamaha)      | Helmut Kassner (Yamaha)      |
| 1976 | Rudolf Kunz (Kreidler)          | Walter Koschine (Maico)           | Hans Schweiger (Yapol)           | Horst Pleyer (Yamaha)        | Helmut Kassner (Suzuki)      |
| 1977 | Wolfgang Müller (Kreidler)      | Bernd Schneider (Bender)          | Josef Hage (Yapol)               | Toni Mang (Yamaha)           | Helmut Kassner (Yamaha)      |
| 1978 | Reiner Scheidhauer (Kreidler)   | Walter Koschine (Morbidelli)      | Reinhold Roth (Yamaha)           | Toni Mang (Kawasaki)         | Jürgen Steiner (Suzuki)      |
| 1979 | Hagen Klein (Hess Special)      | Alfred Waibel (Morbidelli)        | Toni Mang (Kawasaki)             | Toni Mang (Kawasaki)         | Gustav Reiner (Suzuki)       |
| 1980 | Wolfgang Müller (Protos)        | Gert Bender (Bender)              | Roland Kopf (Yamaha)             | Walter Hoffmann (Yamaha)     | Josef Hage (Suzuki)          |
| 1981 | Hagen Klein (Kreidler)          | Alfred Waibel (Waibel Spezial)    | Martin Wimmer (Yamaha)           | Martin Wimmer (Yamaha)       | Josef Hage (Yamaha)          |
| 1982 | Gerhard Bauer (Kreidler)        | Hubert Abold (Bender)             | Manfred Herweh (Yamaha)          | Manfred Herweh (Yamaha)      | Reinhold Roth (Suzuki)       |
| Jahr | 80 cm³                          | 125 cm³                           | 250 cm³ / Moto3 3                | 350 cm³                      | 500 cm³                      |
| 1983 | Gerhard Waibel (Seel)           | Gerhard Waibel (MBA)              | Reinhold Roth (Yamaha)           | Bodo Schmidt (Yamaha)        | Ernst Gschwender (Suzuki)    |
| 1984 | Gerhard Waibel (Seel)           | Gerhard Waibel (Real)             | Martin Wimmer (Yamaha)           | Herbert Besendörfer (Yamaha) | Reinhold Roth (Honda)        |
| 1985 | Stefan Prein (Casal)            | Alfred Waibel (Waibel-Special)    | Martin Wimmer (Yamaha)           | Herbert Besendörfer (Yamaha) | Manfred Fischer (Honda)      |
| 1986 | Gerhard Waibel (Krauser)        | Alfred Waibel (Real)              | Reinhold Roth (Honda)            | Herbert Besendörfer (Yamaha) | Gustav Reiner (Honda)        |
| 1987 | Michael Gschwander (Casal)      | Alfred Waibel (Waibel-Special)    | Jochen Schmid (Honda)            | Reiner Gerwin (Yamaha)       | Gustav Reiner (Honda)        |
| 1988 | Reiner Scheidhauer (Seel)       | Alfred Waibel (Honda)             | Jochen Schmid (Honda)            |                              | Manfred Fischer (Honda)      |
| 1989 | Jörg Seel (Seel)                | Stefan Prein (Honda)              | Hans Becker (Yamaha)             |                              | Michael Rudroff (Honda)      |
| 1990 | Stefan Kurfiss (Krauser)        | Dirk Raudies (Honda)              | Harald Eckl (Aprilia)            |                              | Martin Trösch (Honda)        |
| 1991 |                                 | Oliver Koch (Honda)               | Harald Eckl (Aprilia)            |                              | Michael Rudroff (Honda)      |
| 1992 |                                 | Stefan Kurfiss (Honda)            | Bernd Kassner (Aprilia)          |                              | Manfred Erhardt (Honda)      |
| 1993 |                                 | Manfred Geissler (Aprilia)        | Adi Stadler (Honda)              |                              | Niggi Schmassmann (Honda)    |
| 1994 |                                 | Stefan Kurfiss (Honda)            | Jürgen Fuchs (Honda)             |                              | Rolf Aljes (Honda)           |
| 1995 |                                 | Maik Stief (Honda)                | Peter Koller (Honda)             |                              | Niggi Schmassmann (Honda)    |
| 1996 |                                 | Christian Kellner (Honda)         | Michael Schulten (Rotax)         |                              | Niggi Schmassmann (Honda)    |
| 1997 |                                 | Maik Stief (Honda)                | Markus Ober (Honda)              |                              | Niggi Schmassmann (Honda)    |
| 1998 |                                 | Reinhard Stolz (Honda)            | Alex Hofmann (Honda)             |                              | Hans-Jürgen Brikey (Yamaha)  |
| 1999 |                                 | Dirk Reissmann (Honda)            | Mike Baldinger (Honda)           |                              | Jörg Schöllhorn (Yamaha)     |
| 2000 |                                 | Jarno Müller (Honda)              | Matthias Neukirchen (Yamaha)     |                              |                              |
| 2001 |                                 | Claudius Klein (Honda)            | Matthias Neukirchen (Yamaha)     |                              |                              |
| 2002 |                                 | Péter Lénart (Honda)              | Christian Gemmel (Honda)         |                              |                              |
| 2003 |                                 | Dario Giuseppetti (Honda)         |                                  |                              |                              |
| 2004 |                                 | Michael Ranseder (KTM)            |                                  |                              |                              |
| 2005 |                                 | Stefan Bradl (KTM)                |                                  |                              |                              |
| 2006 |                                 | Robin Lässer (KTM)                |                                  |                              |                              |
| 2007 |                                 | Georg Fröhlich (Honda)            |                                  |                              |                              |
| 2008 |                                 | Marcel Schrötter (Honda)          |                                  |                              |                              |
| 2009 |                                 | Marcel Schrötter (Honda)          |                                  |                              |                              |
| 2010 |                                 | Luca Grünwald (Seel)              |                                  |                              |                              |
| 2011 |                                 | Jack Miller (Aprilia)             |                                  |                              |                              |
| Jahr |                                 | 125 cm³                           | Moto3 3                          |                              |                              |
| 2012 |                                 | Florian Alt (KTM)                 | Luca Grünwald (Honda)            |                              |                              |
| 2013 |                                 |                                   | Maximilian Kappler (Honda)       |                              |                              |
| Jahr |                                 | Moto3 Standard                    | Moto3 GP 3                       |                              |                              |
| 2015 |                                 | Tim Georgi (Honda)                | Jonas Geitner (KTM)              |                              |                              |

##### Sportproduktionsklassen
Neben den durch den Hubraum begrenzten Klassen wurde die deutsche Meisterschaft auch für andere internationale Klassen ausgeschrieben. So sind in der Superbike-Klasse je nach Zylinderzahl bis zu 1200 cm³ Hubraum (Supersport 750 cm³) erlaubt.
| Jahr | Superbike                  | Supersport                    | Supersport 750             | Superstock                  | SuperNaked                |
| ---- | -------------------------- | ----------------------------- | -------------------------- | --------------------------- | ------------------------- |
| 1983 | Peter Rubatto (Kawasaki) 4 |                               |                            |                             |                           |
| 1984 | Peter Rubatto (Kawasaki)   |                               |                            |                             |                           |
| 1985 | Andreas Hofmann (Kawasaki) |                               |                            |                             |                           |
| 1986 | Michael Galinski (Yamaha)  |                               |                            |                             |                           |
| 1987 | Ernst Gschwender (Suzuki)  |                               |                            |                             |                           |
| 1988 | Ernst Gschwender (Honda)   |                               |                            |                             |                           |
| 1989 | Andreas Hofmann (Honda)    |                               |                            |                             |                           |
| 1990 | Andreas Hofmann (Honda)    |                               |                            |                             |                           |
| 1991 | Udo Mark (Yamaha)          |                               |                            |                             |                           |
| 1992 | Edwin Weibel (Ducati)      | Gerhard Lindner               |                            |                             |                           |
| 1993 | Edwin Weibel (Ducati)      | Stefan Scheschowitsch         |                            |                             |                           |
| 1994 | Udo Mark (Ducati)          | Herbert Kaufmann              |                            |                             |                           |
| 1995 | Jochen Schmid (Kawasaki)   | Thomas Körner (Ducati)        |                            |                             |                           |
| 1996 | Christer Lindholm (Ducati) | Bernhard Schick (Ducati)      |                            |                             |                           |
| 1997 | Christer Lindholm (Yamaha) | Jörg Teuchert (Yamaha)        | Ottavio Bernhard (Suzuki)  |                             |                           |
| 1998 | Andreas Meklau (Ducati)    | Jörg Teuchert (Yamaha)        | Claus Ehrenberger (Suzuki) |                             |                           |
| 1999 | Christer Lindholm (Yamaha) | Markus Barth (Suzuki)         |                            |                             |                           |
| 2000 | Paul Leuthard (Kawasaki)   | Herbert Kaufmann (Suzuki)     |                            | Claus Ehrenberger (Suzuki)  |                           |
| 2001 | Marjan Malec (Ducati)      | Michael Schulten (Yamaha)     |                            | Claus Ehrenberger (Suzuki)  |                           |
| 2002 | nicht ausgetragen          | Michael Schulten (Yamaha)     |                            | Stefan Nebel (Suzuki)       |                           |
| 2003 | Stefan Nebel (Suzuki)      | Michael Schulten (Honda)      |                            |                             |                           |
| 2004 | Michael Schulten (Honda)   | Werner Daemen (Honda)         |                            |                             |                           |
| 2005 | Stefan Nebel (Yamaha)      | Kai-Børre Andersen (Kawasaki) |                            |                             |                           |
| 2006 | Jörg Teuchert (Yamaha)     | Arne Tode (Honda)             |                            |                             |                           |
| 2007 | Martin Bauer (Honda)       | Sebastien Diss (Kawasaki)     |                            |                             |                           |
| 2008 | Martin Bauer (Honda)       | Arne Tode (Triumph)           |                            |                             |                           |
| 2009 | Jörg Teuchert (Yamaha)     | Sascha Hommel (Honda)         |                            |                             |                           |
| 2010 | Karl Muggeridge (Honda)    | Damian Cudlin (Yamaha)        |                            |                             |                           |
| 2011 | Martin Bauer (KTM)         | Jesco Günther (Yamaha)        |                            |                             |                           |
| 2012 | Erwan Nigon (BMW)          | Tatu Lauslehto (Yamaha)       |                            |                             |                           |
| 2013 | Markus Reiterberger (BMW)  | Kevin Wahr (Yamaha)           |                            | Bastien Mackels (BMW)       |                           |
| 2014 | Javier Forés (Ducati)      | Marvin Fritz (Yamaha)         |                            | Marco Nekvasil (BMW)        |                           |
| 2015 | Markus Reiterberger (BMW)  | Jan Bühn (Yamaha)             |                            | Mathieu Gines (BMW)         | Kjiel Karthin (Suzuki)    |
| Jahr | Superbike                  | Superstock 600                |                            | Superstock 1000             | Open 600                  |
| 2016 | Marvin Fritz (Yamaha)      | Bryan Schouten (Yamaha)       |                            | Danny de Boer (Yamaha)      |                           |
| Jahr | Superbike                  | Supersport 600                |                            | Supersport 300              |                           |
| 2017 | Markus Reiterberger (BMW)  | Thomas Gradinger (Yamaha)     |                            | Jan-Ole Jähnig (Yamaha)     |                           |
| Jahr | Superbike                  | Supersport 600                |                            | Supersport 300              | Superstock 600            |
| 2018 | Illja Mychaltschyk (BMW)   | Max Enderlein (Yamaha)        |                            | Toni Erhard (KTM)           | Marco Fetz (Yamaha)       |
| 2019 | Illja Mychaltschyk (BMW)   | Max Enderlein (Yamaha)        |                            | Angelo Licciardi (Kawasaki) | Stefan Ströhlein (Yamaha) |
| 2020 | Jonas Folger (Yamaha)      | Luca Grünwald (Kawasaki)      |                            | Lennox Lehmann (KTM)        | Paul Fröde (Honda)        |
| 2021 | Illja Mychaltschyk (BMW)   | Patrick Hobelsberger (Yamaha) |                            | Lennox Lehmann (KTM)        | Noah Lequeux (Yamaha)     |
| 2022 | Markus Reiterberger (BMW)  | Max Enderlein (Yamaha)        |                            | Marvin Siebdrath (Kawasaki) |                           |
| 2023 | Florian Alt (Honda)        | Melvin van der Voort (Yamaha) |                            | Iñigo Iglesias (Kawasaki)   |                           |
| 2024 | Illja Mychaltschyk (BMW)   | Andreas Kofler ((Yamaha))     |                            | Oliver Svendsen (KTM)       |                           |
| Jahr | Superbike                  | Supersport                    |                            | Sportbike                   |                           |
| 2025 |                            |                               |                            |                             |                           |

### Gespanne

#### Von 1924 bis 1925 (DMV)
| Jahr |                             |
| ---- | --------------------------- |
| 1924 | Rubin / ? (Harley-Davidson) |
| 1925 | Erich Pätzold / ? (Imperia) |

#### Von 1930 bis 1937
Im Jahr 1930 wurden erstmals nach 1925 wieder Meistertitel für Gespanne vergeben. Nach schweren Unfällen, darunter die tödlichen Unfälle von Toni Babl auf dem Nürburgring und Albert Schneider beim Schauinsland-Rennen 1936 und Karl Braun 1937 in Schleiz wurden Gespann-Rennen ab 1938 vom NSKK in ganz Deutschland verboten.
| Jahr | 350 cm³                                       | 600 cm³                                    | 1000 cm³                                       |
| ---- | --------------------------------------------- | ------------------------------------------ | ---------------------------------------------- |
| 1930 | Arthur Hiller / unbekannt (Montgomery-J.A.P.) | Alois Drax / unbekannt (Norton)            | Arno Zaspel / unbekannt (O.D.-J.A.P.)          |
| 1931 | Albert Schneider / unbekannt (Velocette)      | Harry Heyer / unbekannt (A.J.S.)           | Paul Weyres / unbekannt (Harley-Davidson)      |
| 1932 | Albert Schneider / unbekannt (Velocette)      | Hermann Paul Müller / unbekannt (Victoria) | Paul Weyres / ohne Passagier (Harley-Davidson) |
| 1933 | Ernst Loof / unbekannt (Imperia-Python)       | Hans Schumann / unbekannt (NSU)            | Paul Weyres / ohne Passagier (Harley-Davidson) |
| 1934 | Ernst Loof / unbekannt (Imperia-Python)       | Hans Schumann / Hermann Böhm (NSU)         | Paul Weyres / ohne Passagier (Harley-Davidson) |
| 1935 |                                               | Hans Schumann / Hermann Böhm (NSU)         | Karl Braun / Ernst Badsching (Horex)           |
| 1936 |                                               | Karl Braun / Ernst Badsching (DKW)         | Hans Kahrmann / Heinrich Eder (DKW)            |
| 1937 |                                               | Karl Braun (†) / Ernst Badsching (DKW)     | Hans Kahrmann / Heinrich Eder (DKW)            |

#### Von 1947 bis 1952

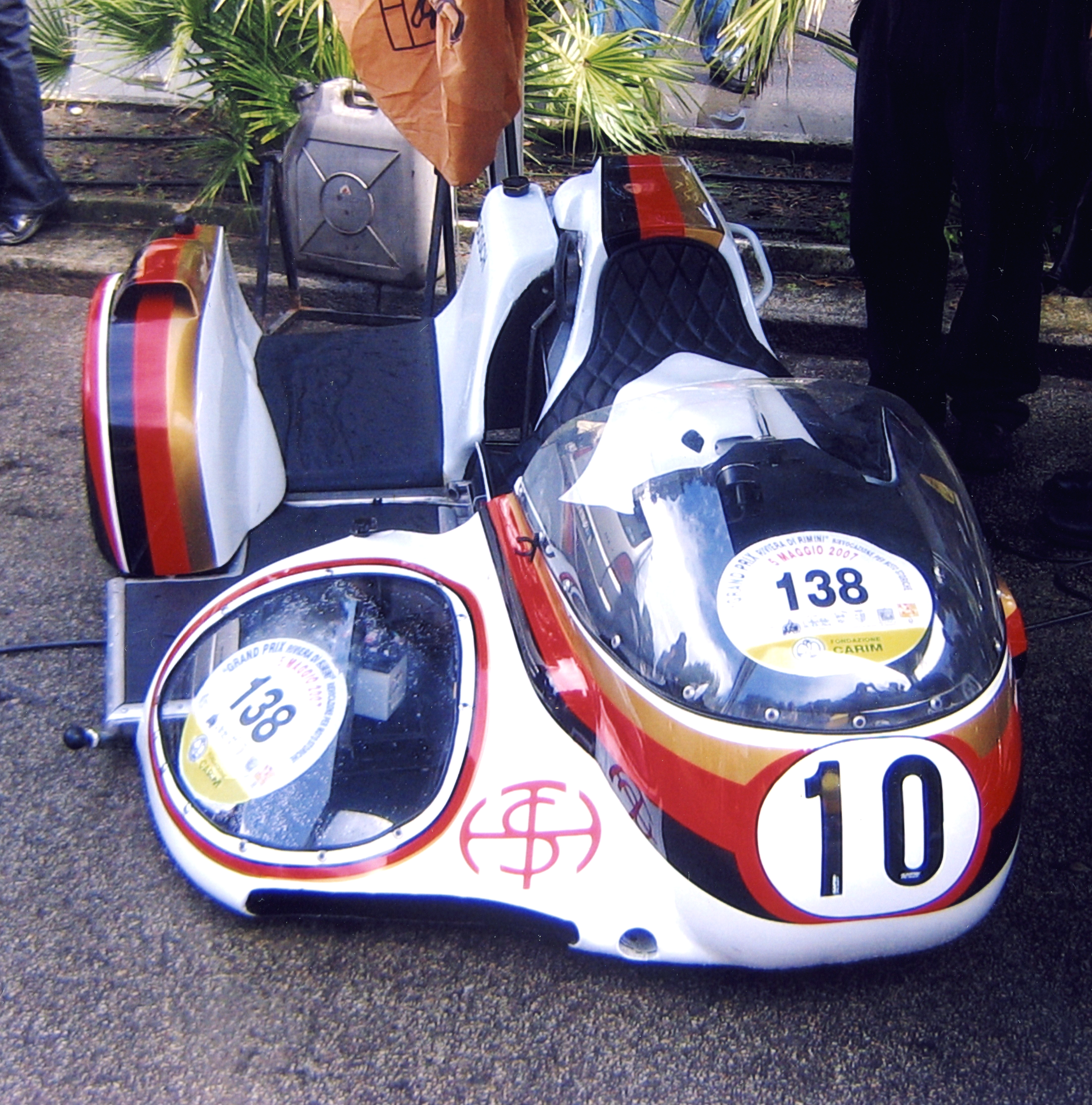
König-Gespann von Werner Schwärzel.

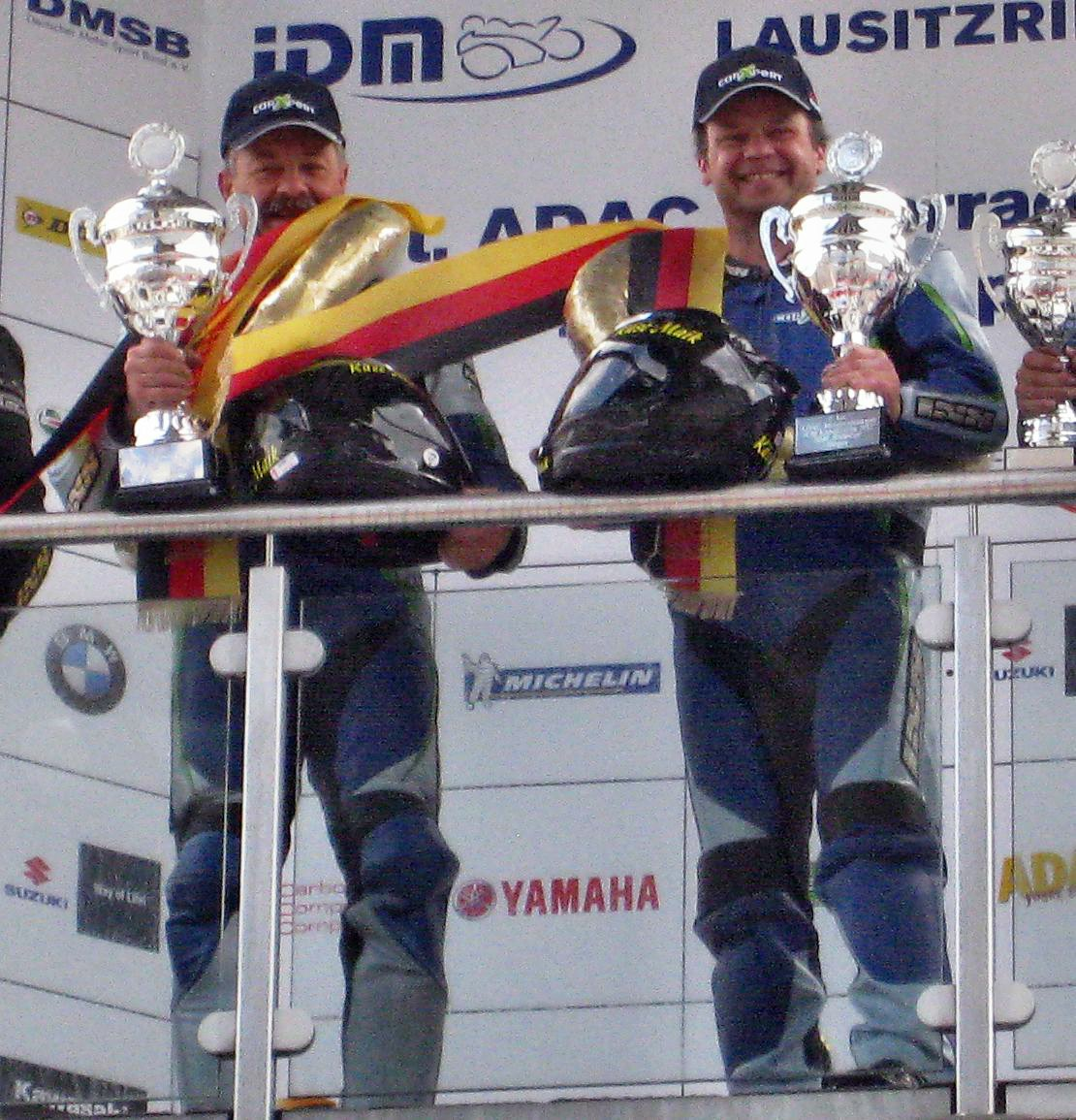
Pekka Päivärinta (rechts) zusammen mit Beifahrer Adolf Hänni nach seinem Sieg beim IDM-Lauf 2012 auf dem Lausitzring.

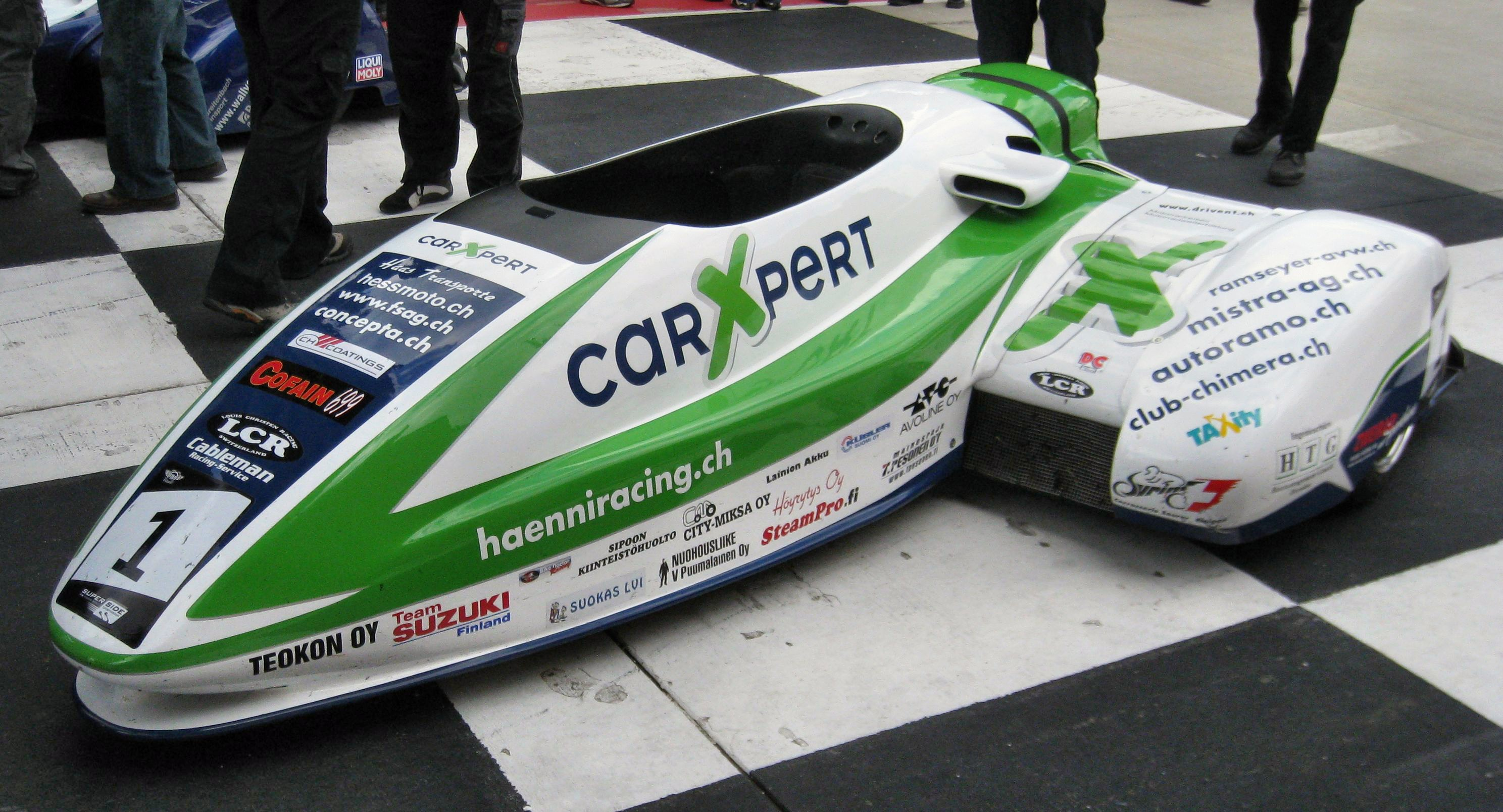
Pekka Päivärintas LCR-Gespann der Saison 2012.

Zu Beginn der deutschen Nachkrieg-Straßenmeisterschaft wurden auch die Seitenwagenklassen nach Hubraum unterteilt. Zunächst in 1200 und 600 cm³, später dann in 750 und 500 cm³.
| Jahr | 600 cm³                               | 1200 cm³                                             |
| ---- | ------------------------------------- | ---------------------------------------------------- |
| 1947 | Hermann Böhm / Karl Fuchs (NSU)       | Sepp Müller / Josef Wenzhofer (BMW)                  |
| 1948 | Hermann Böhm / Karl Fuchs (NSU)       | Sepp Müller / Karl Fuchs bzw. Karl Rührschneck (BMW) |
| 1949 | Max Klankermeier / Hermann Wolz (BMW) | Sepp Müller / Karl Rührschneck (BMW)                 |
| 1950 | Hermann Böhm / Karl Fuchs (NSU)       | Wiggerl Kraus / Bernhard Huser (BMW)                 |
| Jahr | 500 cm³                               | 750 cm³                                              |
| 1951 | Wiggerl Kraus / Bernhard Huser (BMW)  | Sepp Müller / Hermann Huber (BMW)                    |
| 1952 | Schorsch Eberlein / Ernst Sauer (BMW) | Fritz Hillebrand / Georg Barth (BMW)                 |

#### Von 1953 bis 2018
Ab der Saison 1953 wurde die international nicht mehr ausgeschriebene 750-cm³-Klasse abgeschafft und nur noch Seitenwagen mit Hubräumen bis 500 cm³ erlaubt. Das technische Reglement der Klasse änderte sich im Laufe der Jahre immer wieder. Im Jahre 2007 waren Seitenwagen mit einem Hubraum von 850 bis 1200 cm³ zugelassen.
| Jahr | Fahrer                                              | Maschine      |
| ---- | --------------------------------------------------- | ------------- |
| 1953 | Wiggerl Kraus / Bernhard Huser                      | BMW           |
| 1954 | Wilhelm Noll / Fritz Cron                           | BMW           |
| 1955 | Willi Faust / Karl Remmert                          | BMW           |
| 1956 | Wilhelm Noll / Fritz Cron                           | BMW           |
| 1957 | Fritz Hillebrand / Manfred Grunwald                 | BMW           |
| 1958 | Walter Schneider / Hans Strauß                      | BMW           |
| 1959 | August Rohsiepe / Arthur Gardyancik                 | BMW           |
| 1960 | Helmut Fath / Alfred Wohlgemuth                     | BMW           |
| 1961 | Max Deubel / Emil Hörner                            | BMW           |
| 1962 | Max Deubel / Emil Hörner                            | BMW           |
| 1963 | Max Deubel / Emil Hörner                            | BMW           |
| 1964 | Max Deubel / Emil Hörner                            | BMW           |
| 1965 | Max Deubel / Emil Hörner                            | BMW           |
| 1966 | Georg Auerbacher / Wolfgang Kalauch                 | BMW           |
| 1967 | Siegfried Schauzu / Horst Schneider                 | BMW           |
| 1968 | Helmut Fath / Wolfgang Kalauch                      | URS           |
| 1969 | Siegfried Schauzu / Horst Schneider                 | BMW           |
| 1970 | Heinz Luthringshauser / Armgard Neumann             | BMW           |
| 1971 | Siegfried Schauzu / Wolfgang Kalauch                | BMW           |
| 1972 | Siegfried Schauzu / Wolfgang Kalauch                | BMW           |
| 1973 | Helmut Schilling / Harald Mathews                   | BMW           |
| 1974 | Werner Schwärzel / Karl-Heinz Kleis                 | König         |
| 1975 | Werner Schwärzel / Andreas Huber                    | König         |
| 1976 | Siegfried Schauzu / Wolfgang Kalauch                | BMW           |
| 1977 | Siegfried Schauzu / Lorenzo Puzo                    | Schmid-Yamaha |
| 1978 | Werner Schwärzel / Andreas Huber                    | Fath          |
| 1979 | Werner Schwärzel / Andreas Huber                    | Busch-Yamaha  |
| 1980 | Werner Schwärzel / Andreas Huber                    | Busch-Yamaha  |
| 1981 | Werner Schwärzel / Andreas Huber                    | Seymaz-Yamaha |
| 1982 | Werner Schwärzel / Andreas Huber                    | Seymaz-Yamaha |
| 1983 | Werner Schwärzel / Andreas Huber                    | Seymaz-Yamaha |
| 1984 | Werner Schwärzel / Andreas Huber                    | LCR-Yamaha    |
| 1985 | Werner Schwärzel / Fritz Buck                       | LCR-Yamaha    |
| 1986 | Rolf Steinhausen / Bruno Hiller                     | Busch-Yamaha  |
| 1987 | Rolf Steinhausen / Bruno Hiller                     | Busch-Yamaha  |
| 1988 | Masato Kumano / Markus Fahrni                       | LCR-Honda     |
| 1989 | Masato Kumano / Eckart Rösiger                      | LCR-Honda     |
| 1990 | Ralph Bohnhorst / Thomas Böttcher                   | LCR-Honda     |
| 1991 | Ralph Bohnhorst / Bruno Hiller                      | LCR-Yamaha    |
| 1992 | Ralph Bohnhorst / Bruno Hiller                      | LCR-Yamaha    |
| 1993 | Erwin Neumayer / Peter Höss                         | LCR-Yamaha    |
| 1994 | Ralph Bohnhorst / Siegfried Zillmann                | LCR-Yamaha    |
| 1995 | Reinhold Hollweg / Oliver Mädler                    | LCR-Yamaha    |
| 1996 | Ralph Bohnhorst / Eckart Rösiger                    | LCR-Honda     |
| 1997 | Jörg Steinhausen / Frank Schmidt                    | LCR-Honda     |
| 1998 | Jörg Steinhausen / Frank Schmidt                    | SR-Suzuki     |
| 1999 | Jörg Steinhausen / Frank Schmidt                    | SR-Suzuki     |
| 2000 | Mike Roscher / Torsten Gries                        | LCR-Suzuki    |
| 2001 | Jörg Steinhausen / Axel Kölsch                      | SR-Suzuki     |
| 2002 | Sepp Doppler / Bernhard Wagner                      | LCR-Yamaha    |
| 2003 | Jörg Steinhausen / Trevor Hopkinson                 | SR-Suzuki     |
| 2004 | Jörg Steinhausen / Trevor Hopkinson                 | SR-Suzuki     |
| 2005 | Josef Moser / Ueli Wäfler                           | LCR-Honda     |
| 2006 | Markus Schlosser / Bernhard Wagner                  | LCR-Suzuki    |
| 2007 | Markus Schlosser / Adolf Hänni                      | LCR-Suzuki    |
| 2008 | Harald Hainbucher / Peter Adelsberger               | RSR-Suzuki    |
| 2009 | Markus Schlosser / Adolf Hänni                      | LCR-Suzuki    |
| 2010 | Markus Schlosser / Thomas Hofer                     | LCR-Suzuki    |
| 2011 | Pekka Päivärinta / Adolf Hänni                      | LCR-Suzuki    |
| 2012 | Pekka Päivärinta / Adolf Hänni                      | LCR-Suzuki    |
| 2013 | André Kretzer / Jens Lehnertz                       | LCR-Suzuki    |
| 2014 | Josef Sattler / Stefan Trautner                     | LCR-Suzuki    |
| 2015 | Uwe Gürck / Manfred Wechselberger                   | LCR-BMW       |
| 2016 | Bennie Streuer / Geert Koerts bzw. Gerard Daahuizen | LCR-Suzuki    |
| 2017 | Markus Schlosser / Thomas Hofer                     | LCR-Suzuki    |
| 2018 | Josef Sattler / Uwe Neubert                         | Adolf-RS BMW  |

#### Von 2019 bis 2020
In den Jahren 2019 und 2020 wurden erstmals seit 1952 zwei Meistertitel (600 cm³ und 1000 cm³) vergeben.
| Jahr | 600 cm³                                      | 1000 cm³                                      |
| ---- | -------------------------------------------- | --------------------------------------------- |
| 2019 | Tim Reeves / Mark Wilkes (Adolf RS Yamaha)   | Andres Nussbaum / Manuel Hirschi (LCR-Suzuki) |
| 2020 | Markus Schlosser / Marcel Fries (LCR-Yamaha) | Mike Roscher / Anna Burkard (LCR-BMW)         |

#### Seit 2021
Seit 2021 werden nur noch Titel in der Klasse bis 600 cm³ ausgefahren.
| Jahr | Fahrer                        | Maschine        |
| ---- | ----------------------------- | --------------- |
| 2021 | Josef Sattler / Luca Schmidt  | Adolf RS-Yamaha |
| 2022 | Josef Sattler / Luca Schmidt  | Adolf RS        |
| 2023 | Ted Peugeot / Vincent Peugeot | LCR Yamaha      |

## Übertragung
Die IDM wird seit 2020 ausschließlich über YouTube übertragen. Kommentatoren sind Lukas Gajewski, Tommi Deitenbach, Danijel Peric und Edgar Mielke, darüber hinaus kommen einige aktive und ehemalige IDM-Piloten während bestimmten Rennen ans Mikrofon. Die Superbike-Rennen werden meist von Gajewski und Deitenbach kommentiert.